# Té de cebada

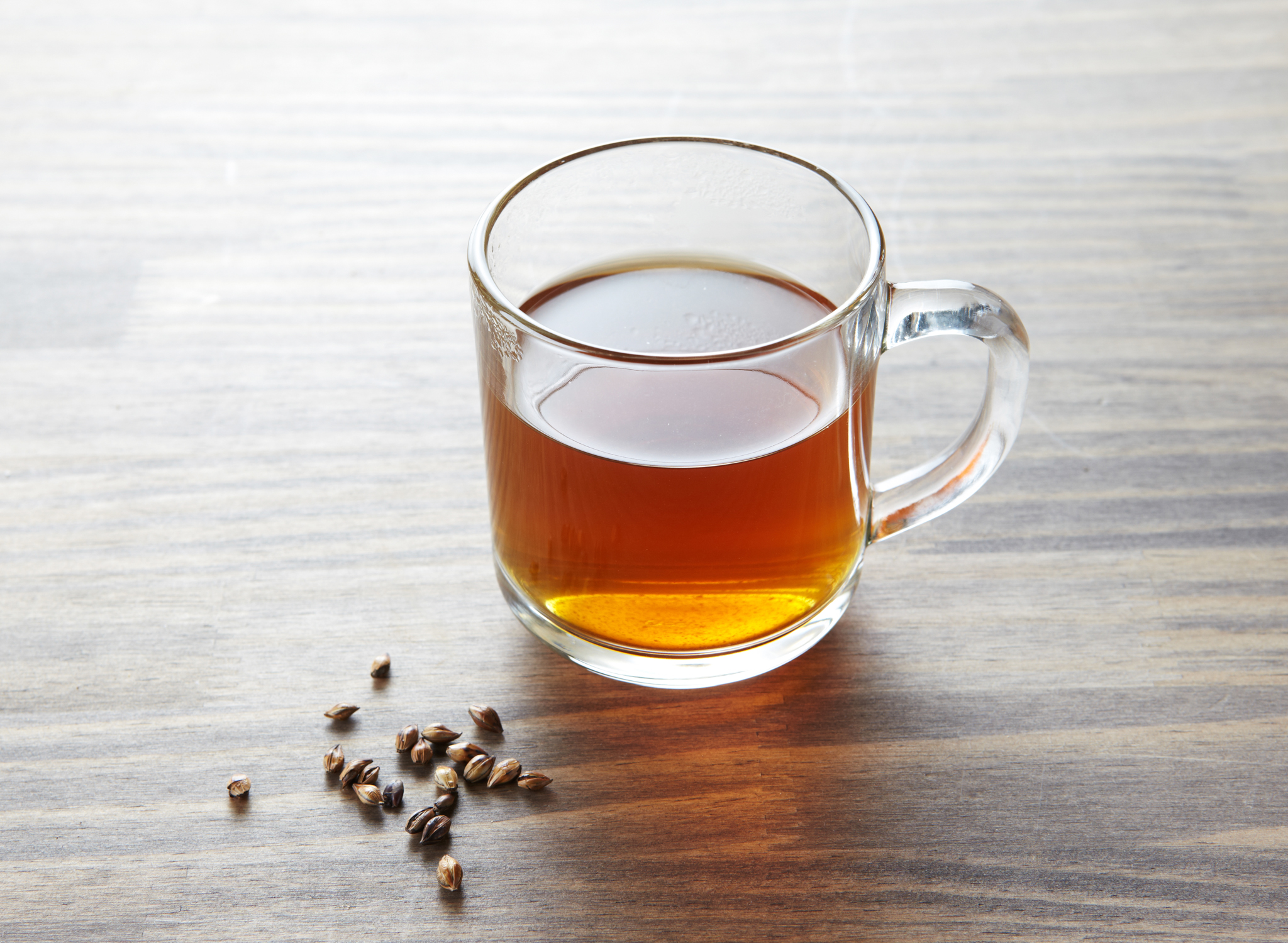
Té de cebada

El té de cebada (bori-cha 보리차 en coreano, mugi-cha 麦茶 en japonés y mai-cha 大麦茶 en chino) es una infusión a base de granos tostados elaborada con cebada que es un alimento básico en las regiones del este de Asia como China, Japón, Corea y Taiwán.
Aunque el té suele considerarse una bebida refrescante de verano en Japón, en Corea se sirve todo el año, fresco en caliente verano y caliente en frío invierno. Originalmente las semillas de cebada tostada se hervían en agua caliente (método que se sigue empleándose generalmente en Corea), pero las bolsitas de té conteniendo cebada molida se hicieron populares en la década de 1980, siendo ahora la norma en Japón. Pueden encontrarse de muchas marcas diferentes en máquinas expendedoras de todo el país.
En Corea se usa cebada tostada con cáscara para preparar el té. A menudo se combina la cebada con oksusu cha (infusión de maíz tostado), ya que el dulzor del maíz compensa el sabor ligeramente amargo de la cebada. Una bebida parecida, hecha de arroz integral tostado, se denomina hyeonmi cha.